# Baños Campanario
Las baños Campanario son manantiales termales ubicados en la Región del Maule utilizados para fines medicinales y turísticos.

## Ubicación
Están ubicados al norte de la laguna del Maule, que es el origen del río Maule, casi en la frontera internacional de la Región homónima.

## Historia
Luis Risopatrón lo describe en su Diccionario Jeográfico de Chile de 1924:: 128 
Campanario (Baños termales del) 35° 56' 70° 33'. Tiene aguas mui ricas en cloruro de sodio, con bastante fierro, suavemente alcalino-carbonatadas, de un gusto salino mui parecido al del agua de Janos o de Apenta, que revientan con 51 a 54° C de temperatura, en la márjen N del rio de aquel nombre, del del Maule; son visitados ya en el verano, no obstante la distancia i las molestias del viaje, desde la ciudad de Talca. 2, 27, p. 376; del Campanario o de Los Volcanes en 63, p. 332; termas Baños del Campanario en 68, p. 36; agua de los Volcanes en 85; p. 103; i termas Baños de los Volcanes en 68, p. 36.